# Franz Weißebach

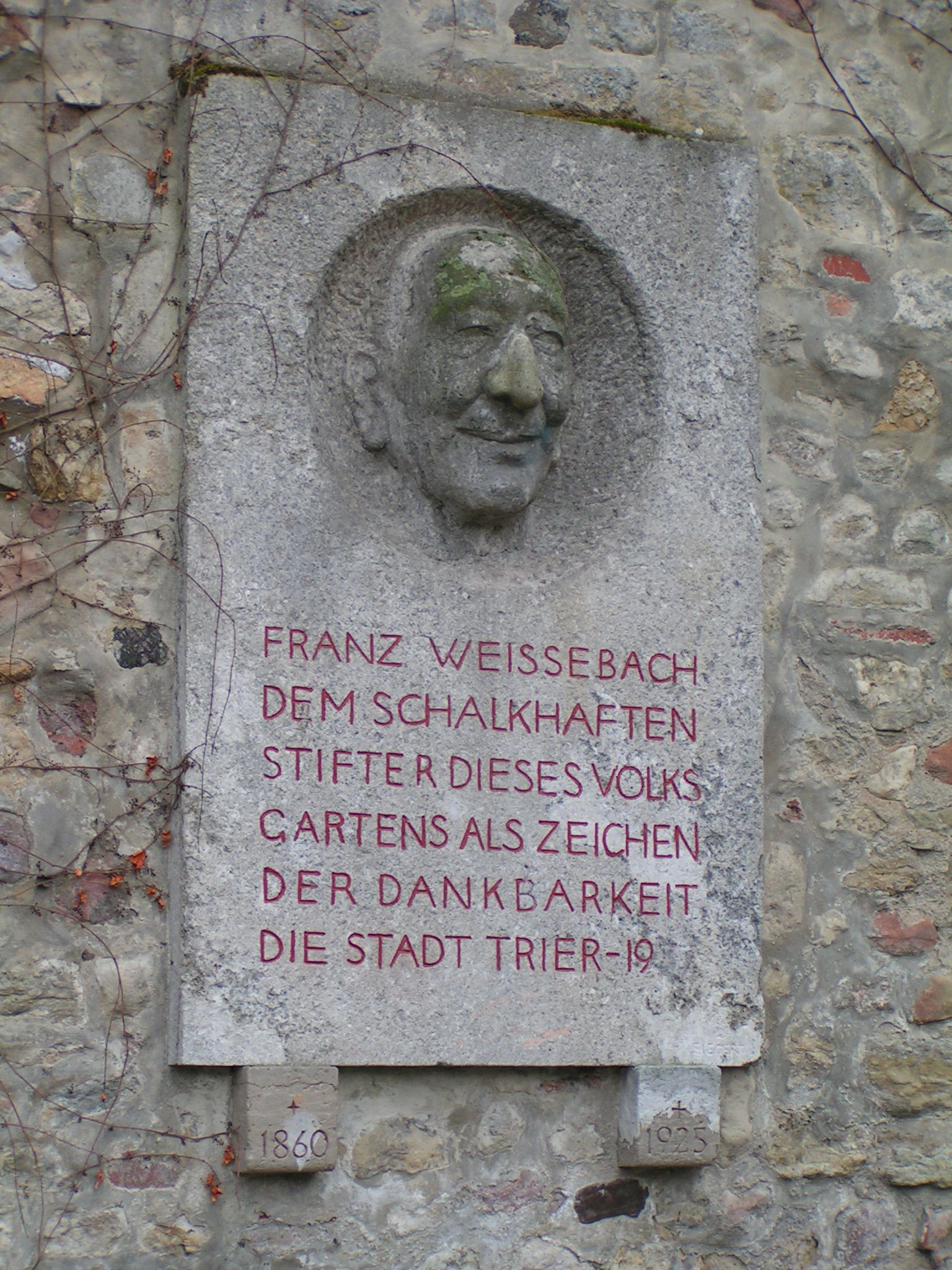
Gedenktafel für Franz Weißebach an der Stadtmauer im Trierer Palastgarten

Peter Franz Weißebach (* 18. Juli 1860 in Trier; † 10. November 1925 ebenda) war ein deutscher Privatier, Mitbesitzer des Weinguts Kanzemer Berg (heute: Weingut von Othegraven), ein Trierer Schalk und Stifter des Trierer Palastgartens. Nach ihm ist der Franz-Weißebach-Preis benannt.

## Leben
Weißebach war der Sohn des Weingutsbesitzers Julius Weißebach und seiner Frau Anna Maria Schoemann. Seine Tante war Anna Weißebach. Weißebach war Mitbesitzer des als Weingut „Weißebach Erben“ fortgeführten elterlichen Weingutes Kanzemer Berg und Privatier, da sein Bruder Karl das gemeinsame Weingut verwaltete.
Bereits zu Lebzeiten Weißebachs zeigte die Stadt Trier Interesse, den ehemaligen Exerzierplatz am zentrumsnahen Kurfürstlichen Palais in eine Gartenanlage umzuwandeln, doch fehlte der Stadt dazu das Geld. Weißebach setzte daraufhin die Stadt Trier testamentarisch zu seiner Erbin ein. Allerdings vererbte der Schalk sein Vermögen mit Zweckbindung: Das Geld aus dem Verkauf sollte für den Bau eines Krematoriums auf dem städtischen Friedhof verwendet werden, was im streng katholischen Trier jener Zeit undenkbar war (vgl. „Feuerbestattung“). 
Den einzigen Ausweg bot eine zusätzliche Bestimmung im Testament: Sollte die Trierer Stadtverordnetenversammlung den Bau des Krematoriums fünf Jahre lang jeweils ablehnen, konnten die Mittel für einen Volksgarten verwendet werden. Der Stadtrat setzte den Krematoriumsbau notgedrungen fünf Jahre jedes Jahr auf seine Tagesordnung und stimmte ebenso vorhersehbar in der sog. „Krematoriumsdebatte“ jedes Jahr aufs Neue dagegen.
Nach der letzten Ablehnung konnte das Vermögen endlich auch dazu benutzt werden, den Palastgarten anzulegen. Im Nachlass Weißebach befanden sich drei Fuder (jeweils rund 1.000 Liter) seines Weines „Kanzemer Berg“, des wegen seiner überragenden Qualität „Jahrhundertweins“ genannten Jahrgangs 1921. Der Wein stellte einen beträchtlichen Wert dar und wurde wegen seines Zusammenhangs mit der Krematoriumsfrage „Krematoriumswein“ genannt.

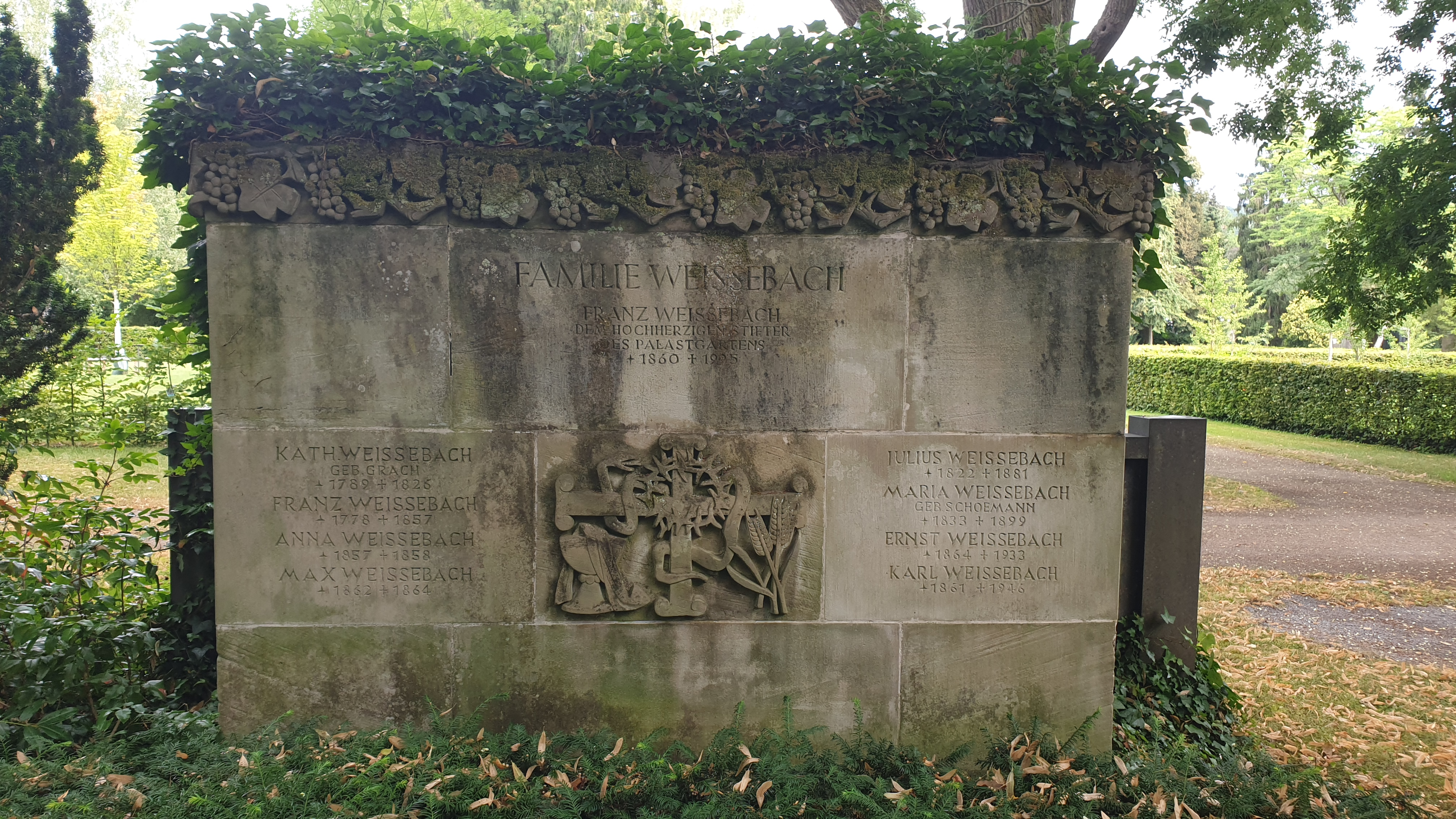
Grab der Familie Weißebach auf dem Hauptfriedhof Trier

Für sich selbst hatte Weißebach testamentarisch eine Erdbestattung festgelegt, die in einem Ehrengrab der dankbaren Stadt Trier auf dem Hauptfriedhof Trier erfolgte. In der Stadtmauer im Palastgarten wurde eine Gedenktafel an den Stifter angebracht.

## Franz-Weißebach-Preis
Seit 1988 wird in Trier von der Karnevalsgesellschaft „Prinzenzunft der Stadt Trier 1987“ der Franz-Weißebach-Preis verliehen. Ausgezeichnet mit dem Preis werden Personen, die Humor mit sozialem Engagement verbinden. In den Jahren 2020 und 2021 mussten die Verleihungen des Franz-Weissebach-Preises wegen der Corona-Pandemie zum ersten Mal ausfallen.

### Preisträger
- 1988: Felix Zimmermann, Oberbürgermeister
- 1989: Carl-Ludwig Wagner, Minister
- 1990: Manfred Maximini, Kommunalpolitiker und Gründer der UBM (Unabhängige Bürgerbewegung Maximini)
- 1991: Helmut Schröer, Oberbürgermeister
- 1992: Wolfgang Rauh
- 1993: Rudolf Gall, Heimatforscher
- 1994: Hermann Josef Spital, Bischof von Trier
- 1995: Jörg Hasler, Universitätspräsident
- 1996: Hans-Joachim Doerfert
- 1997: Bernd Gritzmacher
- 1998: Rolf Mayer
- 1999: Willi Koll, Vorstandsmitglied von „Die kleine Pyramide“
- 2000: Richard Groß, Landrat
- 2001: Marianne Scheers
- 2002: Josef Peter Mertes, Präsident der Aufsichts- und Dienstleistungsdirektion
- 2003: Reinhard Marx, Bischof von Trier, später Erzbischof von München und Freising
- 2004: Georg Bernarding, Bürgermeister
- 2005: Peter Pries, Personalratsvorsitzender der Vereinigten Hospitien Trier
- 2006: Helmut Leiendecker, MundartFolkRock – Leiendecker Bloas
- 2007: Malu Dreyer, Ministerin für Arbeit, Soziales, Gesundheit, Familie und Frauen, später Ministerpräsidentin von Rheinland-Pfalz
- 2008: Ingrid Kostka, Gründerin der Ernst-und-Ingrid-Kostka-Stiftung
- 2009: Schwester M. Elisabeth Mues, Generalobere der Kongregation der barmherzigen Schwestern des hl. Karl Borromäus in Trier
- 2010: Klaus Jensen, Oberbürgermeister
- 2011: Stephan Ackermann, Bischof von Trier
- 2012: Dagmar Barzen, Präsidentin der Aufsichts- und Dienstleistungsdirektion
- 2013: Dieter Lintz, Leitender Redakteur des Trierischen Volksfreund
- 2014: Bernd Kettern, Caritasdirektor Trier
- 2015: Petra Moske, Mitgründerin und 1. Vorsitzende von Nestwärme e. V.
- 2016: Pater Aloys Hülskamp, Salesianer Don Boscos
- 2017: Wolfram Leibe, Oberbürgermeister
- 2018: Thomas Kiessling, Tenor
- 2019: Ulrich Krugmann, Freund und Gönner des Trierer Karnevals
- 2023: Klaus Tonkaboni, Gastronom, Hotelier und Kulturschaffender
- 2024: Edith Lücke, Geschäftsfrau und Sponsorin